# Shahrestan

Irans shahrestan, eller delprovinser (här kallade counties), efter folkmängd

Shahrestan (persiska: شهرستان) är en typ av geografisk administrativ enhet i Iran. Den utgör den näst högsta indelningsnivån, närmast under provinser, och översätts ibland som delprovins. År 2022 var de 462 till antalet.
I ledningen finns en guvernör kallad farmandar, utsedd av inrikesministern och provinsguvernören. Här finns också ett indirekt valt råd, där medlemmarna utses av råden i delprovinsens städer och landsbygdsdistrikt.
I brist på direkt motsvarighet, är det vanligt att ordet shahrestan används även i andra språk, alternativt att man har en översättning och förtydligar med (shahrestan). Översättningen delprovins (en: sub-province) används av bland andra Irans statistikmyndighet. Andra översättningar är exempelvis county och fylke.
En shahrestan är indelad i ett antal distrikt kallade bakhsh, som i sin tur är indelade i städer, shahr, och landsbygdsdistrikt, dehestan.